# 大里堡站
大里堡站，位于中华人民共和国内蒙古呼和浩特市土默特左旗，邮政编码010107，建于1923年，是京包铁路的一个车站。离北京站696公里，离包头站136公里。距上行车站台阁牧站10公里，距下行车站毕克齐站8公里。该站隶属呼和浩特铁路局。不办理客货运业务，为五等车站，本站及相邻上下行区间均为电气化区段。